# Olonzac
Olonzac is een gemeente in het Franse departement Hérault (regio Occitanie). De plaats maakt deel uit van het arrondissement Béziers. Olonzac telde op 1 januari 2022 1.683 inwoners.

## Geografie
De oppervlakte van Olonzac bedroeg op 1 januari 2022 18,95 vierkante kilometer; de bevolkingsdichtheid was toen 88,8 inwoners per km².

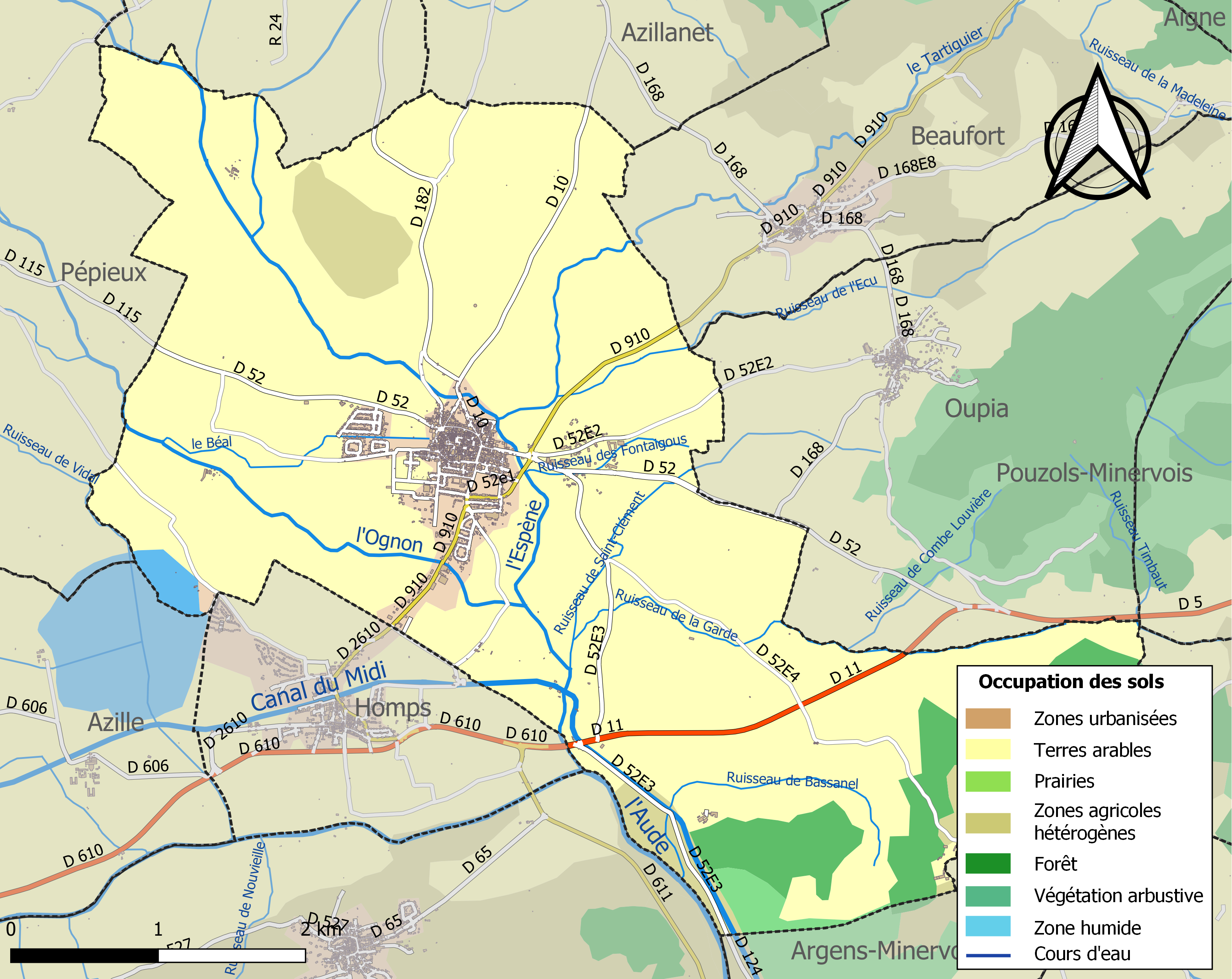
Kaart van de gemeente met belangrijkste infrastructuur, bodemgebruik en omliggende gemeenten

## Demografie
Onderstaande figuur toont het verloop van het inwonertal (bron: INSEE-tellingen).